# Гросрьорсдорф
Гросрьорсдорф (на немски: Großröhrsdorf) е град в Германия, разположен в окръг Бауцен, провинция Саксония. Към 31 декември 2011 година населението на града е 6773 души.